# 中央研究院民族學研究所博物館
中央研究院民族學研究所博物館（英語：Museum of Institute of Ethnology, Academia Sinica，簡稱「中研院民族所博物館」），為隸屬於中華民國中央研究院民族學研究所之博物館。成立於1988年，位在該院臺北市南港院區，展品包括該所典藏之臺灣南島民族文物、臺灣考古出土文物、漢族民俗與宗教文物、環太平洋地區文物，及源自於中研院歷史語言研究所的中國西南少數民族文物等。

## 歷史
- 1956年民族學研究所籌備處創立「民族學研究所標本室」[2]。
- 1965年民族學研究所正式成立，將歷年收集之民族學標本及原藏於歷史語言研究所之中國大陸少數民族標本一同展出，展品共計一千餘件[2]。
- 1978年民族學研究所創所所長凌純聲去世，該所將標本室重新命名為「凌純聲先生紀念標本室」[2]。
- 1985年由漢寶德設計的民族學研究所大樓[4]落成，標本室遷入該大樓[2]。
- 1988年「凌純聲先生紀念標本室」改制為「民族學研究所博物館」[2]。
- 2017年，民族所博物館公布辦法，鼓勵藏品來源地區之原民團體和民族所研究人員合作提出「共作展示案」，讓藏品返回原鄉展出[5][6]。

## 特色

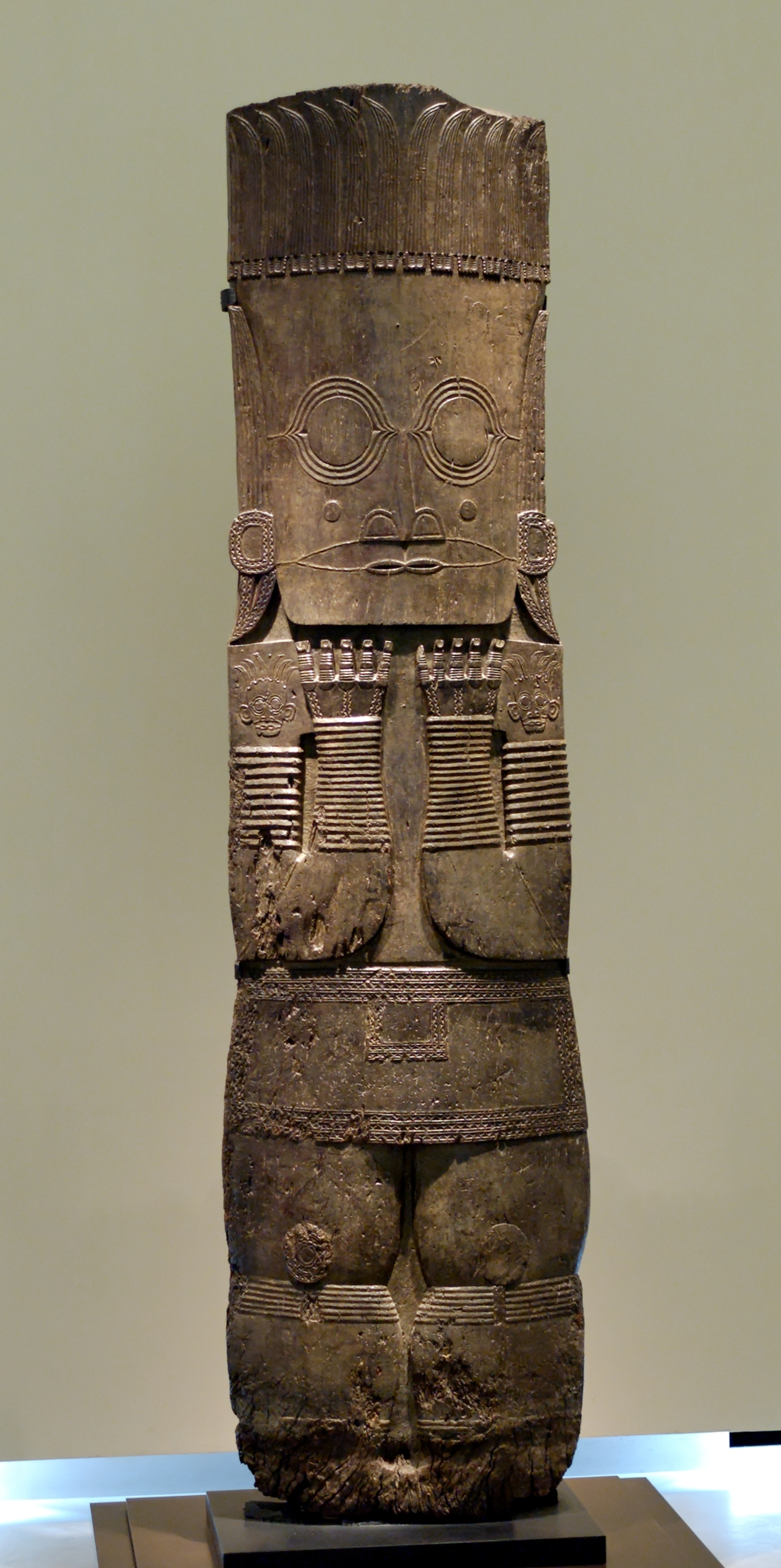
排灣族佳平舊社Zingrur頭目家屋祖靈柱，為中華民國國寶

該館展示的「排灣族佳平舊社zingrur頭目家屋祖靈柱」及「阿美族太巴塱部落Kakitaan祖屋雕刻」，均為中華民國文化部指定之國寶。惟該館係研究機構附設之博物館，因人力有限開放時間較少，2021年時開放時間為每週三、五、六。

## 展覽

### 常設展
- 凌純聲先生紀念展[11]
- 台灣原住民文化展[12]
- 台灣漢人民間信仰[13]
- 三零年代中國南方邊疆民族典藏展[14]

### 特展
- 2012年10月17日至2013年10月31日：扎根與傳承　劉枝萬先生圖書及文物捐贈展[15]
- 2012年10月17日至2013年10月31日：偶的世界，偶的魅力（與林柳新紀念偶戲博物館（英语：Taiyuan Asian Puppet Theatre Museum）、國立歷史博物館及國立臺灣博物館合作）[16]
- 2014年4月23日至2015年6月30日：威權時代中多元論述的星火　1950s~1970s臺灣人類學者與原住民研究[17]
- 2015年9月16日至2016年11月30日：未褪色的金碧輝煌：緬甸古典音樂的近代發展與多元再現 [18]
- 2017年6月22日至：人類學家的錢包：貨幣的社會生活（2019年移展至國立台東大學南島文化中心）[19][20][21]
- 2019年3月27日至2020年10月31日：你可能毋熟識个客家：客家與基督教的相遇特展[22]

### 共作展
- 2017年2月19日至4月19日：「她方」的記憶—泰雅女性之婚嫁與日常 服飾與用具展 [23]（與野桐工坊合作）
- 2018年5月2日至2018年7月1日：《獵與織》重逢半世紀─泰雅族KLESAN群文物返鄉特展[24]（與宜蘭縣南澳鄉武塔國小、宜蘭縣史館合作）
- 2020年8月1日至9月30日：《召喚kaviyangan的記藝-回佳》共作展 [25]（與佳平社區發展協會合作）

## 外部連結
- 中央研究院民族學研究所博物館 （页面存档备份，存于）
- 中央研究院民族學研究所博物館的Facebook專頁
- 開放博物館：中央研究院民族學研究所 （页面存档备份，存于）